# SDN48
SDN48 (яп.  эсуди:эну фо:тиэйто, эс-ди-э́н фотиэ́йт), сокращение от Saturday Night 48 (яп. サタデーナイト４８) — японская женская идол-группа, существовавшая с 2010 по 2012 годы и ориентированная на взрослую аудиторию.

## История
В 2008 году продюсер поп-группы AKB48 Ясуси Акимото решил создать шоу Saturday Night 48, которые будет транслироваться каждую субботу в 22:00. Шоу могли посетить люди в возрасте от 18 лет и старше. Он намеревался сделать внешний вид участниц более сексуальным, чем у AKB48. В июле 2009 года две участницы AKB48, Мэгуми Охори и Каё Норо, были выбраны в качестве первых двух членов группы. Одновременно с этим начались прослушивания для поиска остальных участниц. Дебютное выступление группы состоялось 25 июля 2009 года. После выступлений на арене «Ниппон Будокан» состав обоих коллективов был изменён, так что Каё Норо, Мэгуми Охори, Юкари Сато и Кадзуми Урано стали выступать исключительно в SDN48. Норо была назначена капитаном группы.
27 сентября 2009 года было объявлено, что стажёрка Юки Ивата покинула группу по состоянию здоровья. Два месяца спустя Эйко Маэда была переведена из сестринской группы SKE48 в SDN48. После присоединения к группе Маэда сменила сценическое имя на Матико Тэдзука.
Во время очередного концерта Норо объявила публике, что осенью SDN48 дебютирует на лейбле Universal Music. На телешоу Suppon no Onna-tachi (яп. すっぽんの女たち) SDN48 провела выборы двенадцати лучших участников, которые будут участвовать в их дебютном сингле. Первое место в отборе заняла бывшая участница AKB48 Мэгуми Охори. Сингл «GAGAGA» вышел 24 ноября 2010 года. 30 сентября Сакура Фукуяма объявила в своем блоге, что покидает группу из-за проблем со здоровьем. Вместо неё группу пополнила участница из Китая Чен Цюй. Второй сингл SDN48 «Ai, Juseyo» должен был выйти 23 марта 2011 года; однако из-за землетрясения и цунами 11 марта концерт был отложен до 6 апреля.
31 марта 2012 года все участницы покинули SDN48 и группа была распущена. Бывшие участницы SDN48 приняли участие во втором концерте возрождённых AKB48, который состоялся 15 мая.
31 марта 2013 года, ровно через год после расформирования, состоялся концерт воссоединения SDN48. 6 мая было объявлено, что семь бывших участниц создают новый коллектив под названием 7 cm. Группа подписала контракт с лейблом Avex, но просуществовала недолго и распалась 30 декабря 2014 года.

## Дискография

### Альбомы
| Год  | Название         | Чарт | Oricon sales  | Oricon sales |
| Год  | Название         | JPN  | Первая неделя | Всего        |
| ---- | ---------------- | ---- | ------------- | ------------ |
| 2012 | Next Encore      | 1    | 48,085        | 50,312       |
| 2012 | Yūwaku no Garter | 31   |               |              |

### Синглы
| Год  | Сингл                                            | Чарт | Чарт | Oricon Продажи | Oricon Продажи | Альбом      |
| Год  | Сингл                                            | JPN  | KOR  | Первая неделя  | Всего          | Альбом      |
| ---- | ------------------------------------------------ | ---- | ---- | -------------- | -------------- | ----------- |
| 2010 | «GAGAGA»                                         | 3    | 27   | 63,627         | 79,128         | Next Encore |
| 2011 | «Ai, Chuseyo»                                    | 3    | -    | 64,020         | 71,236         | Next Encore |
| 2011 | «Min Min Min»                                    | 3    | -    | 72,584         | 82,543         | Next Encore |
| 2011 | «Kudokinagara Azabu-Jūban» (вместе с Мино Монта) | 3    | -    | 67,018         | 69,885         | Next Encore |
| 2012 | «Makeoshimi Congratulation»                      | 2    | -    | 74,459         | 90,507         | -           |